# Spazio normale
In matematica, e più precisamente in topologia, uno spazio normale è uno spazio topologico che soddisfa il seguente assioma di separazione:
Per ogni coppia di chiusi disgiunti (E, F), esiste una coppia di aperti disgiunti (U,V) tali che U contiene E e V contiene F.

Ogni coppia di chiusi è contenuta in due aperti disgiunti.

Uno spazio T4 è uno spazio normale che è anche T1. Questa condizione è necessaria affinché l'assioma T4 implichi gli assiomi di separazione precedenti T0, T1, T2 e T3. È noto che invece uno spazio regolare o uno spazio completamente regolare non sono per forza T4. Come esempio viene spesso utilizzato il piano di Moore, che è di Tychonoff ma non è normale.
Nelle pubblicazioni matematiche la nomenclatura è spesso instabile e le due definizioni sono spesso scambiate, a seconda del periodo storico o del gusto dell'autore.

## Funzioni continue definite su spazi normali
L'importanza degli spazi normali risiede nella ricchezza delle funzioni continue che è possibile definirvi. Negli spazi normali (non necessariamente T4), vale infatti l'importante proprietà enunciata dal lemma di Urysohn:
Per ogni coppia di chiusi disgiunti (E,F) di X, esiste una funzione reale continua che assuma valore 0 su E e valga 1 su F.

## Definizione equivalente
Un'altra condizione del tutto equivalente è la seguente, valida per tutti gli spazi normali: 
dati un chiuso E e un aperto A che lo contiene, esiste sempre un aperto U contenente E la cui chiusura è contenuta in A.
È sufficiente considerare l'insieme chiuso F come complementare di A ed applicare la definizione, ricordando i teoremi di De Morgan.
Questa formulazione si mostra più maneggevole di quella canonica in alcune dimostrazioni, come ad esempio quella del lemma di Urysohn.

## Spazio perfettamente normale
In analogia a quanto si fa con quelli regolari si potrebbe definire spazio completamente normale uno spazio tale che per ogni coppia di chiusi disgiunti (E,F), esiste una funzione continua {\displaystyle f\colon X\to [0,1]}, che valga 0 su E e 1 su F.
Il lemma di Urysohn mostra che tale proprietà, apparentemente più restrittiva, è invece perfettamente equivalente a quella di spazio normale. Per questo la condizione deve farsi ancora più precisa, cioè:
Per ogni coppia di chiusi disgiunti (E,F), esiste una funzione continua {\displaystyle f\colon X\to [0,1]} tale che {\displaystyle f^{-1}(0)=E} e {\displaystyle f^{-1}(1)=F}.
Questa proprietà è effettivamente più restrittiva della definizione di spazio normale: uno spazio che la soddisfa si dice spazio perfettamente normale. Uno spazio T5 è uno spazio T1 perfettamente normale.

## Spazi metrici
Se {\displaystyle X} è uno spazio metrico, {\displaystyle A,B} due suoi sottoinsiemi, {\displaystyle x} un punto qualsiasi, definiamo 
{\displaystyle d(x,A)=\inf\{d(x,a):a\in A\}.}
Posto {\displaystyle g_{A}(x)=d(x,A)} è facile dimostrare, usando la disuguaglianza triangolare, che per ogni coppia di {\displaystyle x} e {\displaystyle y} in {\displaystyle X} si ha: 
{\displaystyle |g_{A}(x)-g_{A}(y)|\leq d(x,y),}
definendo così una funzione continua (anzi lipschitziana).
Se {\displaystyle E}, {\displaystyle F} sono due insiemi chiusi disgiunti, definiamo: 
{\displaystyle f(x)={\frac {g_{E}(x)}{g_{E}(x)+g_{F}(x)}}.}
La funzione è ben definita perché i due termini al denominatore non si annullano mai contemporaneamente (ricordiamo che i due sottoinsiemi sono disgiunti). Per note proprietà delle funzioni reali essa è continua e assume il valore 0 su {\displaystyle E} e il valore 1 su {\displaystyle F}. Se ne deduce che ogni spazio metrico è completamente normale e quindi T4.